# Ciclismo en los Juegos Olímpicos de Londres 2012 – Persecución por equipos masculino
El evento de Persecución por equipos masculino de ciclismo en los Juegos Olímpicos de Londres 2012 tuvo lugar entre el 2 al 3 de agosto en la ciudad de Londres. El evento se llevó a cabo en el Velódromo de Londres.

## Horario
Todos los horarios están en Tiempo Británico (UTC+1)
| Fecha                       | Tiempo | Ronda         |
| --------------------------- | ------ | ------------- |
| Jueves 2 de agosto de 2012  | 16:42  | Clasificación |
| Viernes 3 de agosto de 2012 | 16:18  | Primera ronda |
| Viernes 3 de agosto de 2012 | 17:59  | Final         |

## Clasificación
| Evento            | Ranking por nación | Clasificados | Equipos por CON |
| ----------------- | ------------------ | --- | --------------- |
| Ranking 2010–2012 | 1º al 10º          | Australia (AUS) · Bélgica (BEL) · Colombia (COL) · Dinamarca (DEN) · Reino Unido (GBR) · Países Bajos (NED) · Nueva Zelanda (NZL) · Rusia (RUS) · Corea del Sur (KOR) · España (ESP) | 1               |
| Total             |                    | | 10              |

## Resultados

### Clasificación
| Rank | País                | Ciclistas                                                           | Resultado | Notas |
| ---- | ------------------- | ------------------------------------------------------------------- | --------- | ----- |
| 1    | Reino Unido (GBR)   | Ed Clancy Geraint Thomas Steven Burke Peter Kennaugh                | 3:52.499  | Q, WR |
| 2    | Australia (AUS)     | Jack Bobridge Glenn O'Shea Rohan Dennis Michael Hepburn             | 3:55.694  | Q     |
| 3    | Nueva Zelanda (NZL) | Sam Bewley Westley Gough Marc Ryan Jesse Sergent                    | 3:57.607  | Q     |
| 4    | Dinamarca (DEN)     | Lasse Norman Hansen Michael Mørkøv Rasmus Quaade Casper von Folsach | 3:58.298  | Q     |
| 5    | Rusia (RUS)         | Evgeny Kovalev Ivan Kovalev Alexei Markov Alexander Serov           | 3:59.264  | Q     |
| 6    | España (ESP)        | Pablo Bernal Sebastián Mora David Juaneda Albert Barcelo            | 4:02.113  | Q     |
| 7    | Colombia (COL)      | Juan Arango Edwin Ávila Arles Castro Weimar Roldán                  | 4:03.712  | Q     |
| 8    | Países Bajos (NED)  | Levi Heimans Jenning Huizenga Wim Stroetinga Tim Veldt              | 4:03.818  | Q     |
| 9    | Bélgica (BEL)       | Gijs van Hoecke Dominique Cornu Jonathan Dufrasne Kenny De Ketele   | 4:04.053  |       |
| 10   | Corea del Sur (KOR) | Choi Seung-Woo Jang Sun-Jae Park Keon-Woo Park Seon-Ho              | 4:07.210  |       |

### Primera ronda
| Serie | Rank | País                | Resultado | Notas |
| ----- | ---- | ------------------- | --------- | ----- |
| 4     | 1    | Reino Unido (GBR)   | 3:52.743  | Q     |
| 3     | 2    | Australia (AUS)     | 3:54.317  | Q     |
| 3     | 3    | Nueva Zelanda (NZL) | 3:56.442  | Q     |
| 2     | 4    | Rusia (RUS)         | 3:57.237  | Q     |
| 4     | 5    | Dinamarca (DEN)     | 3:57.396  |       |
| 1     | 6    | España (ESP)        | 3:59.520  |       |
| 2     | 7    | Países Bajos (NED)  | 4:04.029  |       |
| 1     | 8    | Colombia (COL)      | 4:05.485  |       |

### Final
| Partida | Equipo              | Tiempo        | Rank              |
| ------- | ------------------- | ------------- | ----------------- |
| Oro     | Reino Unido (GBR)   | 3:51.659 (WR) | Medalla de oro    |
| Plata   | Australia (AUS)     | 3:54.581      | Medalla de plata  |
| Bronce  | Nueva Zelanda (NZL) | 3:55.952      | Medalla de bronce |
| 4º      | Rusia (RUS)         | 3:58.282      | 4                 |

### Ronda clasificatoria
| Partida   | Equipo             | Tiempo   | Rank |
| --------- | ------------------ | -------- | ---- |
| 5–6 lugar | Dinamarca (DEN)    | 4:02.671 | 5    |
| 5–6 lugar | España (ESP)       | 4:02.746 | 6    |
| 7–8 lugar | Países Bajos (NED) | 4:04.569 | 7    |
| 7–8 lugar | Colombia (COL)     | 4:04.772 | 8    |